# Storebro SB90E
Storebro SB90E je třída víceúčelových hlídkových a útočných člunů vyvinutých ve spolupráci švédského námořnictva a švédská loděnice Storebro Bruks ve Storebro. Mezi jejich přednosti patří vysoká rychlost, obratnost a malý ponor. Vyrobeno bylo 54 člunů. Jejich označení ve švédském námořnictvu je Stridsbåt 90 E (Strb 90 E). Výrobce používá též označení SRC90E.

## Konstrukce

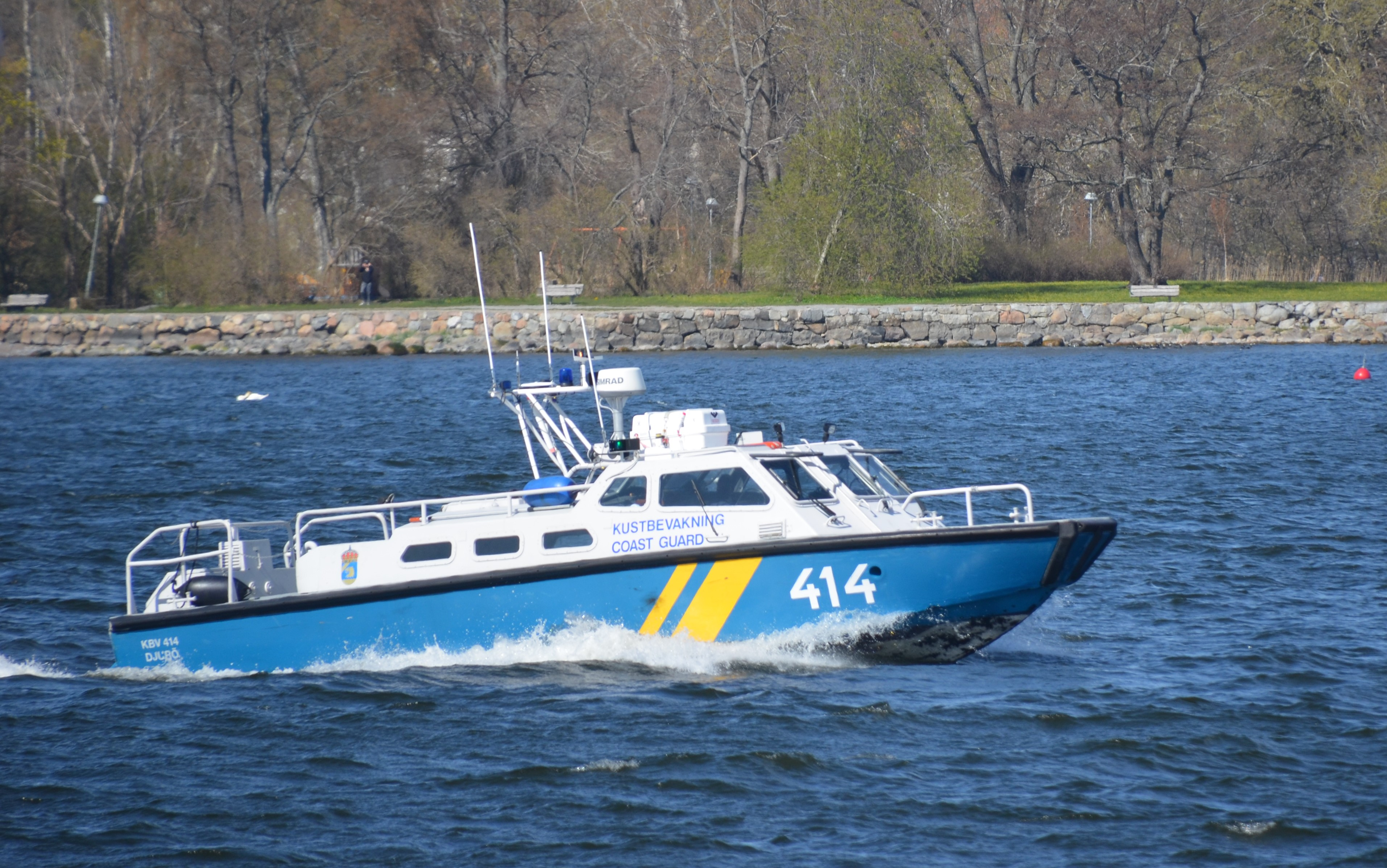
SRC90E švédské pobřežní stráže

Koncepčně jsou podobné větším člunům Stridsbåt 90H. Čluny jsou vyrobeny z uhlíkových vláken. Kromě dvoučlenné posádky mohou přepravovat až deset osob. Pojmou až dvě tuny nákladu. Pohonný systém tvoři jeden diesel a vodní trysky. Například dánská plavidla pohání osmiválcový diesel Scania DSI 14 o výkonu 625 hp a vodní trysky KaMeWa 410. Dosah je 200 námořních mil. Nejvyšší rychlost dosahuje čtyřicet uzlů. Ve variantě se dvěma motory pak až 47 uzlů.

## Uživatelé
Dánsko
- Dánské královské námořnictvo – Získalo celkem šest člunů SRC90E. Čtyři čluny (LCP1–LCP4) operují z fregat třídy Absalon a dva (SAR1 Dagmar, SAR2 Naja) z hlídkových lodí třídy Knud Rasmussen.[3]

 Litva
- Litevské námořnictvo – Získalo jeden člun, pojmenovaný Žaibas (P351).

 Švédsko
- Švédské námořnictvo – hlavní uživatel
- Švédská pobřežní stráž
- Švédská námořní záchranná společnost (Sjöråddnings Sällskapet) – švédské námořnictvo věnovalo několik svých člunů